# 1976 a vasúti közlekedésben
Ez a szócikk a 1976-ban történt vasúti eseményeket mutatja be.

## Események Magyarországon
- Április 6. - Sopronban felavatták a GYSEV új rendező-pályaudvarát.[1]
- Május 22. - Elkészült a Bécs–Hegyeshalom közötti vasútvonal villamosítása.[1]